# Федин, Владимир Васильевич
Влади́мир Васи́льевич Фе́дин (17 августа 1928 года, Москва, СССР — 13 мая 1996 года, Москва, Россия) — советский футболист и тренер.

## Биография
Воспитанник московского «Динамо». Выступал за клубную динамовскую команду и за дубль «бело-голубых». В 1951—1952 гг. Владимир Федин провел 13 матчей в классе «А» за рижскую «Даугаву».
С 1953 по 1955 год нападающий играл за ряд команд в классе «Б»: «Зенит» (Калининград), «Шахтер» (Сталино), «Красное Знамя» (Иваново). Завершил свою карьеру футболист в «Шахтере» из Кадиевки.
Много лет Владимир Федин отработал в спортшколе московского «Динамо». Впервые возглавил профессиональный клуб в 1971 году, тогда его команда была целиноградское «Динамо». В 1989 году он тренировал самаркандское «Динамо». В 1990—1991 гг. Федин входил в тренерский штаб «Динамо-2» (Москва). В 1990 году занимал пост начальника команды «Динамо-2».
Скончался 13 мая 1996 года в Москве.